# Lukáš Mareček
Lukáš Mareček (Ivančice, 17 aprile 1990) è un calciatore ceco, centrocampista del Teplice.

## Caratteristiche tecniche
Mareček preferisce giocare all'interno del centrocampo, con delle libertà nel campo avversario.
Il Brno lo ha utilizzato di sovente nel ruolo di centrocampista difensivo, grazie alla sua presenza fisica, alla sua condizione di forma e al suo allenamento: Mareček infatti non ha problemi a svolgere questo ruolo.
Il centrocampista ceco è abile nel passaggio e anche quando è tranquillo non spreca i palloni con passaggi inutili.

## Carriera

### Club

#### Brno
Dopo aver fatto diversi anni nelle giovanili del Brno esordisce in prima squadra nel 2007. La squadra vive diversi campionato nella zona medio-alta della classifica. Divenne un calciatore fondamentale per la squadra, anche se solo qualche mese prima era uno sconosciuto. Dopo aver giocato 50 incontri di Gambrinus Liga senza realizzare alcuna marcatura viene notato dalla squadra belga dell'Anderlecht che lo acquista il 28 gennaio 2010. Nella sua carriera al Brno figurano, oltre alle 50 presenze in Gambrinus Liga, solo due incontri di Coppa della Repubblica Ceca.

#### Anderlecht
Esordisce con la maglia viola in Jupiler League il 30 aprile 2010 in Zulte Waregem-Anderlecht 0-0. Nella stagione 2009-2010 giocherà solamente un altro incontro. Esordisce nella stagione successiva il 7 agosto 2010 giocando da titolare l'incontro Charleroi-Anderlecht 0-0. L'esordio in Champions League avviene il 3 agosto 2010 in Anderlecht-The New Saints 3-0 giocando la partita dall'inizio. Esordisce in Europa League il 30 settembre 2010 in Hajduk Split-Anderlecht 1-0. Nell'incontro giocato a Spalato, il ceco esce nel secondo tempo al posto di Jonathan Legear.

### Nazionale
Si è fatto notare con l'Under-19 nel campionato europeo: ha infatti ottenuto la medaglia di bronzo ed è stato riconosciuto come uno dei migliori giocatori del torneo.
Gioca diversi incontri con l'Under-21. Il 3 settembre 2010 ha realizzato una rete in Repubblica Ceca-Germania 1-1; verrà successivamente sostituito a Tomáš Hořava.

## Palmarès

### Club

#### Competizioni nazionali
- Campionato belga: 1

Anderlecht: 2011-2012
- Campionato ceco: 1

Sparta Praga: 2013-2014
- Coppa della Repubblica Ceca: 1

Sparta Praga: 2013-2014
- Supercoppa della Repubblica Ceca: 1

Sparta Praga: 2014